# Пани (Модена)
Пани је насеље у Италији у округу Модена, региону Емилија-Ромања.
Према процени из 2011. у насељу је живело 200 становника. Насеље се налази на надморској висини од 39 м.